# Ivanovo
För andra betydelser, se Ivanovo (olika betydelser).

Ivanovos stadsvapen.

Ivanovo (ryska Иваново) är huvudort och största stad i Ivanovo oblast, Ryssland. Staden är ett viktigt centrum för textilindustri och har cirka 400 000 invånare. 
Ivanovo är belägen vid floden Uvod längs järnvägen mellan Aleksandrov och Kinesjma. Det gamla Ivanovo på flodens västra strand omtalas i dokument första gången 1328. Staden blev på 1600-talet känd för sin lärftsbearbetning, på 1700-talet uppkom linne- och kattunsindustrier här, som var bland de första i Ryssland. Moskvas brand 1812 gynnade Ivanovos tillväxt genom att många företagare valde att i stället flytta hit. 1828 övergick man till maskinell drift, varvid en ny ort på den östra flodstranden, Voznesensk tillkom. Voznesensk erhöll 1871 stadsrättigheter, men inkorporerades senare i Ivanovo, som fram till 1933 hette Ivanovo-Voznesensk. Under det av industrin i Ivanovos industri växte tillkom även en rad andra industristäder runt om som Sereda, Vitjuga, Rodniki, Sjuja, Kochma och Tejkovo.

## Administrativ indelning
Ivanovo är indelad i fyra stadsdistrikt.
| Stadsdistrikt | Invånarantal 9 oktober 2002 | Invånarantal 14 oktober 2010 | Invånarantal 1 januari 2015 |
| ------------- | --------------------------- | ---------------------------- | --------------------------- |
| Frunzenskij   | 115 430                     | 108 756                      | 111 496                     |
| Leninskij     | 155 948                     | 149 533                      | 149 041                     |
| Oktiabrskij   | 93 341                      | 87 870                       | 87 650                      |
| Sovetskij     | 67 002                      | 62 171                       | 61 098                      |
| TOTALT        | 431 721                     | 408 330                      | 409 285                     |

## Vänorter
Ivanovo har följande vänorter:
- Ayia Napa, Cypern
- Chmelnytskyj, Ukraina
- Hannover, Tyskland
- Kraljevo, Serbien
- Łódź, Polen
- Mladenovac, Serbien
- Staffordshire, Storbritannien